# بيل فيرنا
بيل فيرنا (بالإنجليزية: Bill Verna)‏ هو مصارع رياضي أسترالي، ولد في 1929 في برث في أستراليا.

## وصلات خارجية
- بيل فيرنا على موقع WrestlingData.com (الإنجليزية)